# 本多釣月
本多 釣月（ほんだ ちょうげつ）は、江戸時代後期（幕末）の福井藩の家老。高知席本多修理家第10代。諱は敬義。
福井藩士菅沼左門高次の子として生まれる。天保2年（1831年）福井藩家老本多方恭の養子となる。天保6年（1835年）養父方恭の隠居により家督知行2800石を相続。方恭の孫源四郎を養子とする。後に源四郎は1300石で別家した。嘉永2年（1849年）に家老となり藩主・松平慶永に仕えた。慶永の藩政改革のブレーンのひとりとして活動し、主に軍制改革で功績を挙げた。
安政の大獄で慶永が隠居した後は養子の松平直廉に仕え、第1次長州征伐では幕府軍の副総督となった直廉の軍事総奉行として小倉まで従軍した。明治時代に入ると再び慶永（春嶽）に仕え、側近として活動する。しかし老齢を理由にやがて隠棲した。
明治32年（1899年）5月20日、従四位に叙せられた。明治39年（1906年）に死去。享年92。